# جيمس بيلي
جيمس بيلي (بالإنجليزية: James Bailey)‏ (18 سبتمبر 1988 المملكة المتحدة - ) هو لاعب كرة قدم بريطاني يلعب كلاعب وسط.

## روابط خارجية
- جيمس بيلي على موقع قاعدة بيانات كرة القدم.إي يو (الإنجليزية)
- جيمس بيلي على موقع Soccerbase.com (لاعب) (الإنجليزية)
- جيمس بيلي على موقع Soccerway.com (الإنجليزية)